# Utricularia asplundii
Utricularia asplundii es una especie de planta carnívora de tamaño mediano, perennifolia, que pertenece a la familia Lentibulariaceae. 

## Distribución
U. asplundii es un endemismo de Sudamérica que se encuentra en Colombia y Ecuador. 

## Taxonomía
Utricularia asplundii fue descrita originalmente por Peter Taylor y publicado en Flora of Ecuador 4: 16. 1975. El espécimen citado por Álvaro Fernández-Pérez en 1964 en Colombia como U. jamesoniana era parcialmente U. jamesoniana y en parte U. asplundii.
Etimología
Utricularia: nombre genérico que deriva de la palabra latina utriculus, lo que significa "pequeña botella o frasco de cuero".
asplundii: epíteto
Sinonimia
- Utricularia jamesoniana A.Fernández